# 多田義基
多田 義基（ただ よしもと）は、鎌倉時代後期から南北朝時代にかけての武士。摂津源氏の嫡流であった多田氏の一族であるという。
摂津国より延慶元年（1308年）に讃岐国金倉村に来て城を構え、始めは南朝方であったが後に北朝側に替わったという。
| スタブアイコン | サブスタブ | この項目は、まだ閲覧者の調べものの参照としては役立たない、人物に関連した書きかけの項目です。この項目を加筆・訂正などしてくださる協力者を求めています（P:人物伝/PJ:人物伝）。 |